# Pomnik Mściciela w Doylestown
Pomnik Mściciela w Doylestown (ang. Avenger, pol. „Mściciel”) – pomnik poświęcony ofiarom zbrodni katyńskiej położony na cmentarzu polonijnym przy Narodowym Sanktuarium Matki Bożej Częstochowskiej w Doylestown w stanie Pensylwania w Stanach Zjednoczonych, odsłonięty 14 sierpnia 1988 roku. Autorem monumentu jest amerykański rzeźbiarz polskiego pochodzenia Andrzej Pityński.

## Forma pomnika i umieszczone na nim tablice
Pomnik, o wysokości ok. 10 metrów, składa się z granitowego cokołu z wykonaną z brązu rzeźbą przedstawiającą husarza, który przyklęknął na jedno kolano, wsparty na mieczu. Na cokole znajdują się dwie tablice, pierwsza z napisem KATYŃ 1940, pochodząca z 1988 roku, i druga z napisem SMOLEŃSK 2010, pochodząca z 2011 roku.

### Tablica z napisem KATYŃ 1940
Na tablicy z napisem KATYŃ 1940 znajduje się anglojęzyczny cytat z raportu Specjalnej Komisji Śledczej Kongresu Stanów Zjednoczonych do Zbadania Zbrodni Katyńskiej (tzw. Komisji Maddena), która w latach 1951–1952 prowadziła śledztwo w sprawie zbrodni katyńskiej:

This Committee unanimously finds, beyond any question of reasonable doubt, that the Soviet NKVD (People's Commissariat of Internal Affairs) committed the mass murders of the Polish officers and intellectual leaders in the Katyń Forest near Smolensk, Russia. Excerpt from the Report of the Select Committee filed with the Congress of the United States on July 2, 1952, House of Representatives No 2430.

(Komisja jednogłośnie uznaje ponad wszelką wątpliwość, że sowieckie NKWD (Ludowy Komisariat Spraw Wewnętrznych) popełniło masowy mord na polskich oficerach i przywódcach intelektualnych w Lesie Katyńskim koło Smoleńska w Rosji.)

### Tablica z napisem SMOLEŃSK 2010
Na tablicy z napisem SMOLEŃSK 2010 umieszczono inskrypcję:

Pamięci prezydenta Rzeczypospolitej Polskiej Lecha Kaczyńskiego i jego małżonki Marii wraz z delegacją 94 osób udającą się na uroczystości 70 rocznicy mordu katyńskiego, którzy zginęli w katastrofie samolotu 10 kwietnia 2010 roku.

## Historia i uroczystości
Odsłonięcie pomnika nastąpiło 14 sierpnia 1988 roku. Amerykańscy krytycy sztuki zwracali uwagę, że dla wielu grup imigrantów mieszkających w Stanach Zjednoczonych ucieleśnieniem idei patriotyzmu jest postać samotnego wojownika, co zostało z siłą wyrażone przez Andrzeja Pityńskiego w rzeźbie w Doylestown. Koło pomnika odbywają się uroczystości organizowane przez Stowarzyszenie Weteranów Armii Polskiej w Ameryce. 
18 kwietnia 2010 roku pod pomnikiem, z udziałem przedstawicieli polskiej dyplomacji, złożono wieńce i kwiaty po katastrofie polskiego Tu154 w Smoleńsku, a 10 kwietnia 2011 roku, w pierwszą rocznicę katastrofy smoleńskiej, na cokole monumentu, poniżej tablicy upamiętniającej ofiary zbrodni katyńskiej, odsłonięto tablicę z napisem SMOLEŃSK 2010. Poświęcenia tablicy dokonał arcybiskup senior Henryk Muszyński. W uroczystości, z udziałem ok. 800 osób, uczestniczyli m.in. Robert Kupiecki, ambasador RP w Waszyngtonie, oraz Ewa Junczyk-Ziomecka, konsul generalny RP w Nowym Jorku.